# 克里斯汀·安德生-洛佩兹
克里斯汀·安德生-洛佩兹（英語：Kristen Anderson-Lopez，1972年3月21日—）是一名美国女配音员和歌曲创作人。

## 事业
克里斯汀与其丈夫罗伯特·洛佩兹以及亨利·傑克曼三人一起创作了2011年迪士尼电影小熊維尼大電影（Winnie the Pooh）的音乐，并获得安妮奖最佳动画音乐提名，她也为片中角色Kanga配音。另外，也为音乐剧《海底總動員》写歌。2013年她与丈夫共同为迪士尼动画《冰雪奇缘》谱写主题曲《Let It Go》，赢得第86届奥斯卡最佳原创歌曲奖。
目前她正与丈夫和Alex Timbers从事一个爱情音乐剧，以及迪士尼音乐剧Bob the Musical的相关工作。

## 个人生活
她丈夫为三次托尼奖得主、作曲家和作词人罗伯特·洛佩兹，两人于2003年结婚，兩個女兒凱蒂（Katie）和安妮（Annie）都曾在《冰雪奇缘》中献声唱歌。